# 川口政明
川口 政明（かわぐち まさあき、1951年11月19日 - ）は、日本の元裁判官。東京大学卒業。最高裁判所調査官、名古屋高等裁判所判事、東京地方裁判所部総括判事、横浜地方裁判所部総括判事（第６刑事部）、東京高等裁判所判事（第４刑事部）、福岡高等裁判所部総括判事（第３刑事部）などを経て、2015年9月から福島家庭裁判所長。

## 経歴
- 1977年（昭和52年）：司法修習生
- 1979年（昭和54年）4月9日：東京地方裁判所判事補[1]
- 1982年（昭和57年）4月9日：東京地方裁判所判事補・東京簡易裁判所判事[1]
- 1983年（昭和58年）8月1日：最高裁判所事務総局刑事局付（東京地方裁判所判事補・東京簡易裁判所判事）[1]
- 1985年（昭和60年）8月1日：東京家庭裁判所判事補・東京簡易裁判所判事[1]
- 1986年（昭和61年）4月1日：津地方裁判所・津家庭裁判所四日市支部判事補、四日市簡易裁判所判事[1]
- 1989年（平成元年）4月1日：東京地方裁判所判事補・東京簡易裁判所判事[1]
- 1989年（平成元年）4月9日：東京簡易裁判所判事・東京地方裁判所判事[1]
- 1990年（平成2年）11月26日：最高裁判所調査官（東京簡易裁判所判事・東京地方裁判所判事）[1]
- 1993年（平成5年）4月1日：最高裁判所調査官（東京地方裁判所判事）[1]
- 1995年（平成7年）4月1日：名古屋地方裁判所判事[1]
- 1996年（平成8年）4月1日：名古屋高等裁判所判事[1]
- 1999年（平成11年）4月1日：東京地方裁判所判事[1]
- 2002年（平成14年）9月18日：東京地方裁判所部総括判事（刑事第16部）[1]
- 2008年（平成20年）4月1日：横浜地方裁判所部総括判事（第6刑事部）[1]
- 2010年（平成22年）4月1日：東京高等裁判所判事（第4刑事部）[1]
- 2013年（平成25年）3月22日：福岡高等裁判所判事（第3刑事部）[1]
- 2015年（平成27年）9月28日：福島家庭裁判所長[1]
- 2016年（平成28年）11月19日 定年退官[1]

## 主な担当訴訟
- 2003年12月24日、弁護士・安田好弘の強制執行妨害事件で安田に対し無罪を言い渡した[2]。
- 2006年3月30日、日歯連闇献金事件の裁判で、村岡兼造元官房長官に無罪判決を言い渡した[3]。
- 2006年12月26日、耐震強度偽装関連事件の裁判で、元一級建築士Aに懲役5年、罰金180万円の実刑判決を言い渡した[4]。